# Cataract (Nijl)

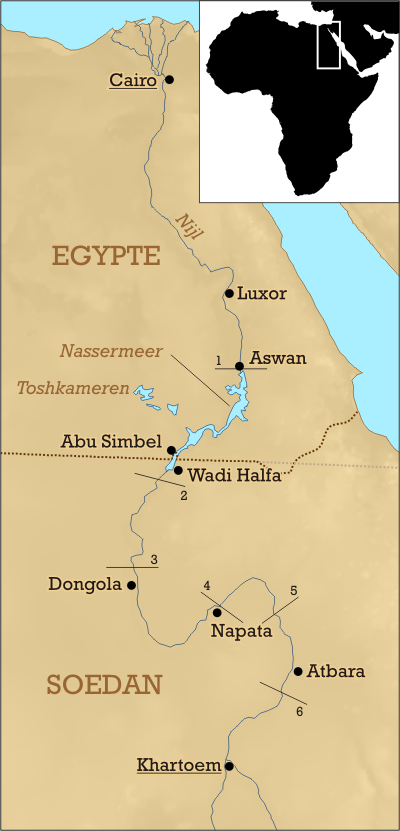
Kaart met de zes cataracten, waartussen de oude Nubische koninkrijken lagen.

Het woord cataract is afgeleid van het Latijnse woord cataracta dat waterval betekent. De naam wordt gebruikt voor de zes cataracten in de Nijl die in Nubië lagen. De eerste cataract was gelegen bij het eiland Philae (Aswan) en vormde de grens met Egypte.
De cataracten zijn echter geen watervallen in de gewone betekenis, maar zijn eigenlijk stroomversnellingen en obstakels in de rivier, zodat ze moeilijk bevaarbaar zijn. Ze vormden een natuurlijke barrière voor de Egyptische expansie, omdat ze niet alleen een obstakel voor de scheepvaart vormden, maar ook omdat ten zuiden van de eerste cataract de stroming sterker en de winden minder gunstig waren (hetgeen noord-zuidverkeer bemoeilijkte). 
De Nijl werd ingedeeld volgens cataracten en deze werden vaak door farao's gebruikt als mijlpalen om de expansie van hun rijk naar het zuiden aan te duiden. Zo veroverde Thoetmosis I land in Nubië tot de vierde cataract. Zijn kleinzoon Thoetmosis III breidde de Egyptische macht zelfs uit tot voorbij de vierde cataract.

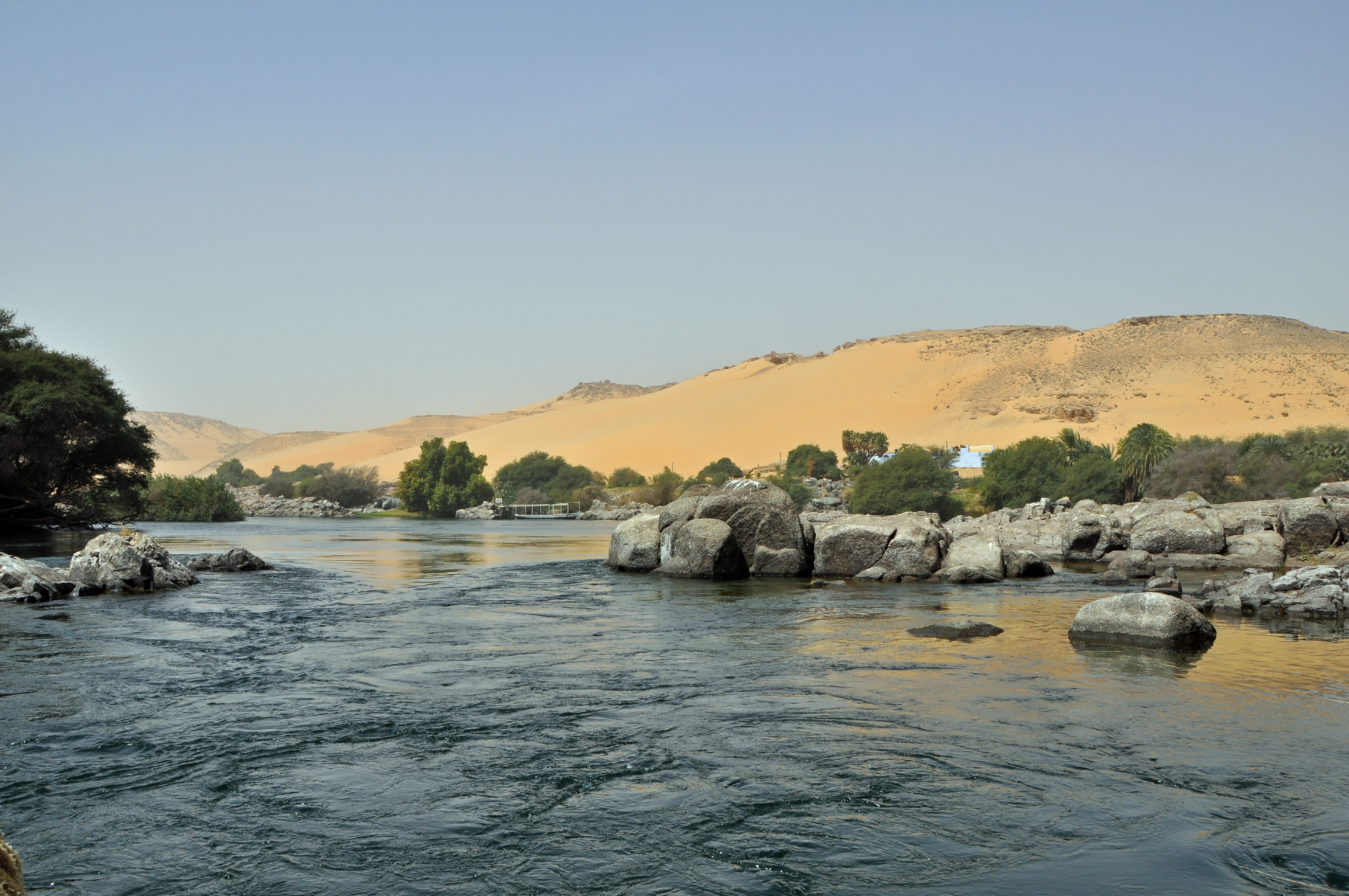
Eerste cataract, ten zuiden van Aswan (Egypte)
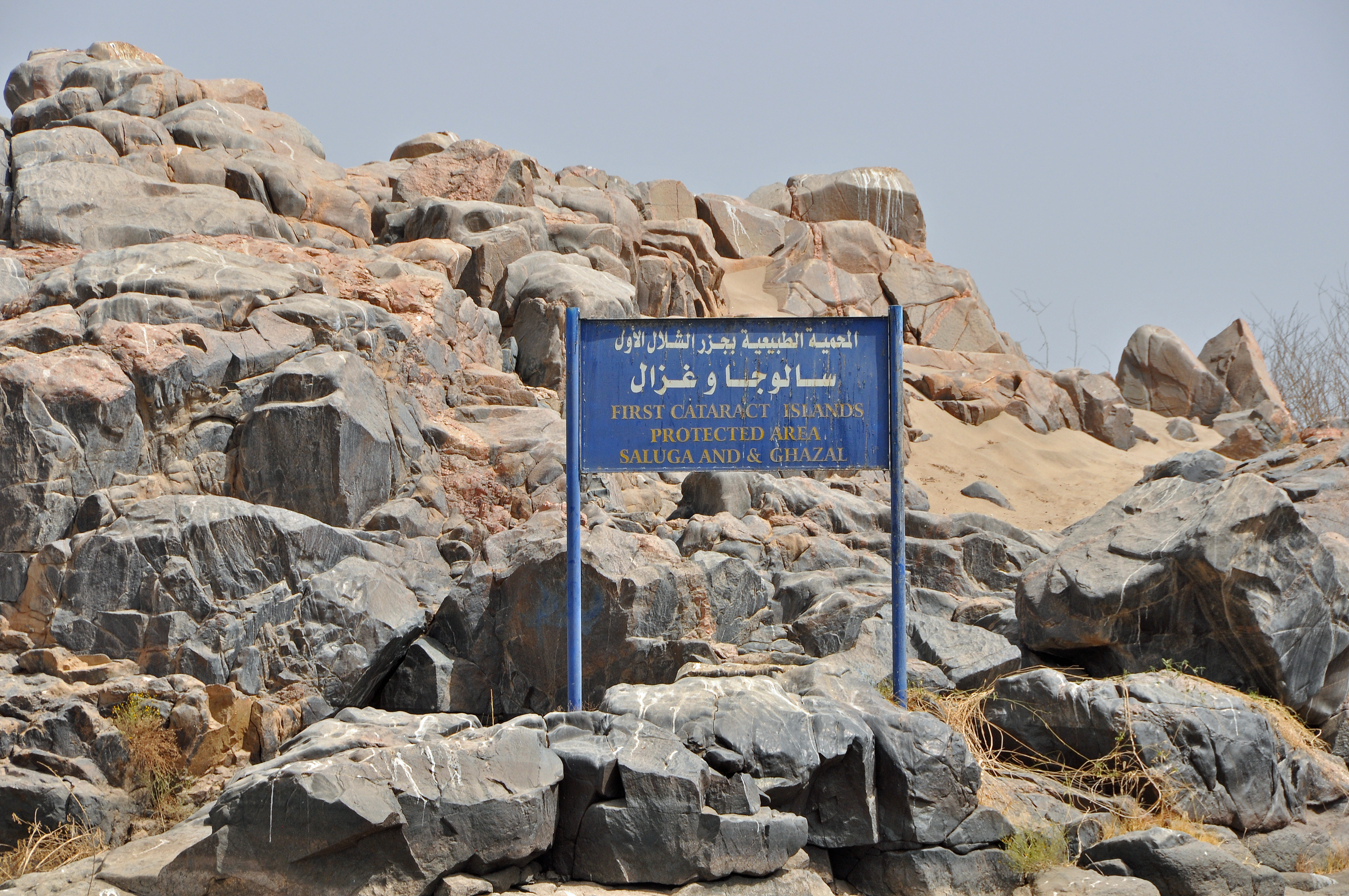
Een van de rotsachtige eilandjes van de eerste cataract (beschermd natuurgebied)
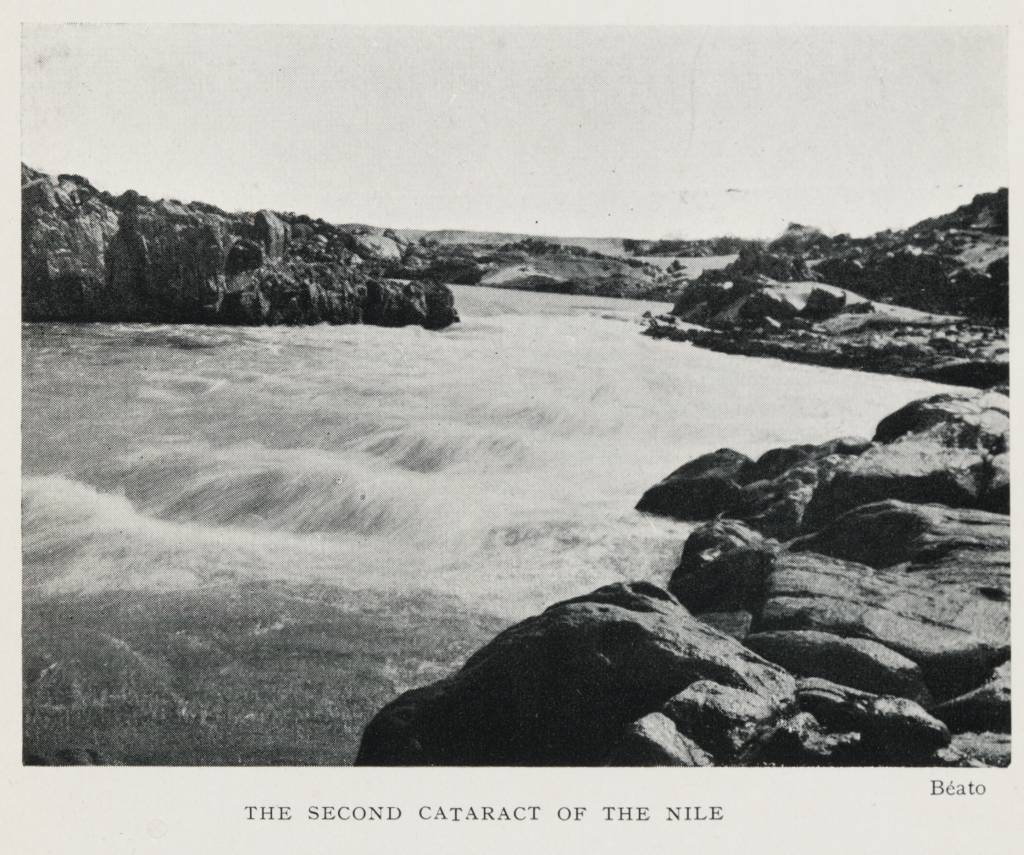
Tweede cataract in 1906; lag ten zuiden van Wadi Halfa (Soedan) en is sinds 1964 verdwenen in het Nassermeer
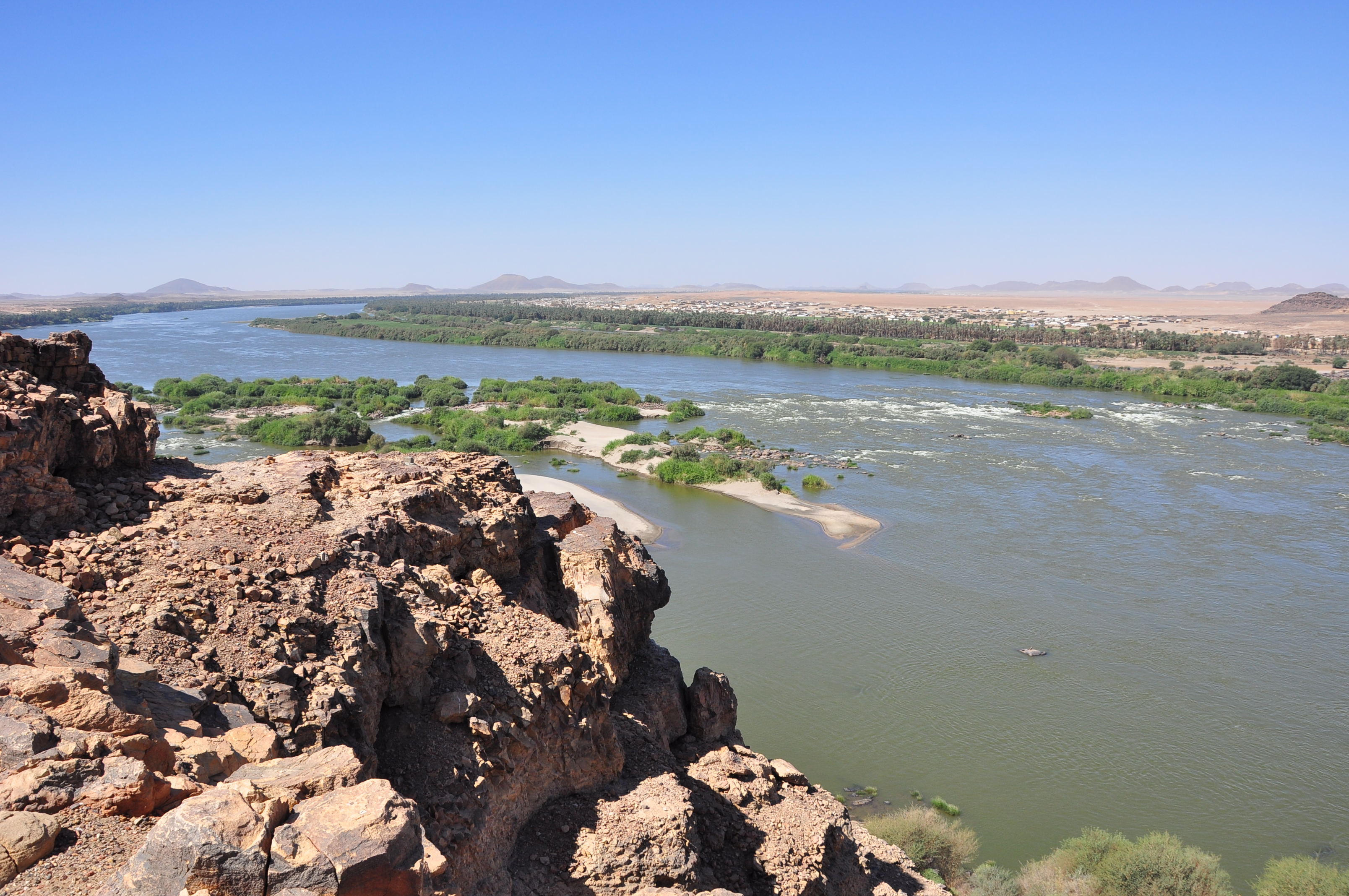
Derde cataract, ten noorden van Dongola (Soedan)
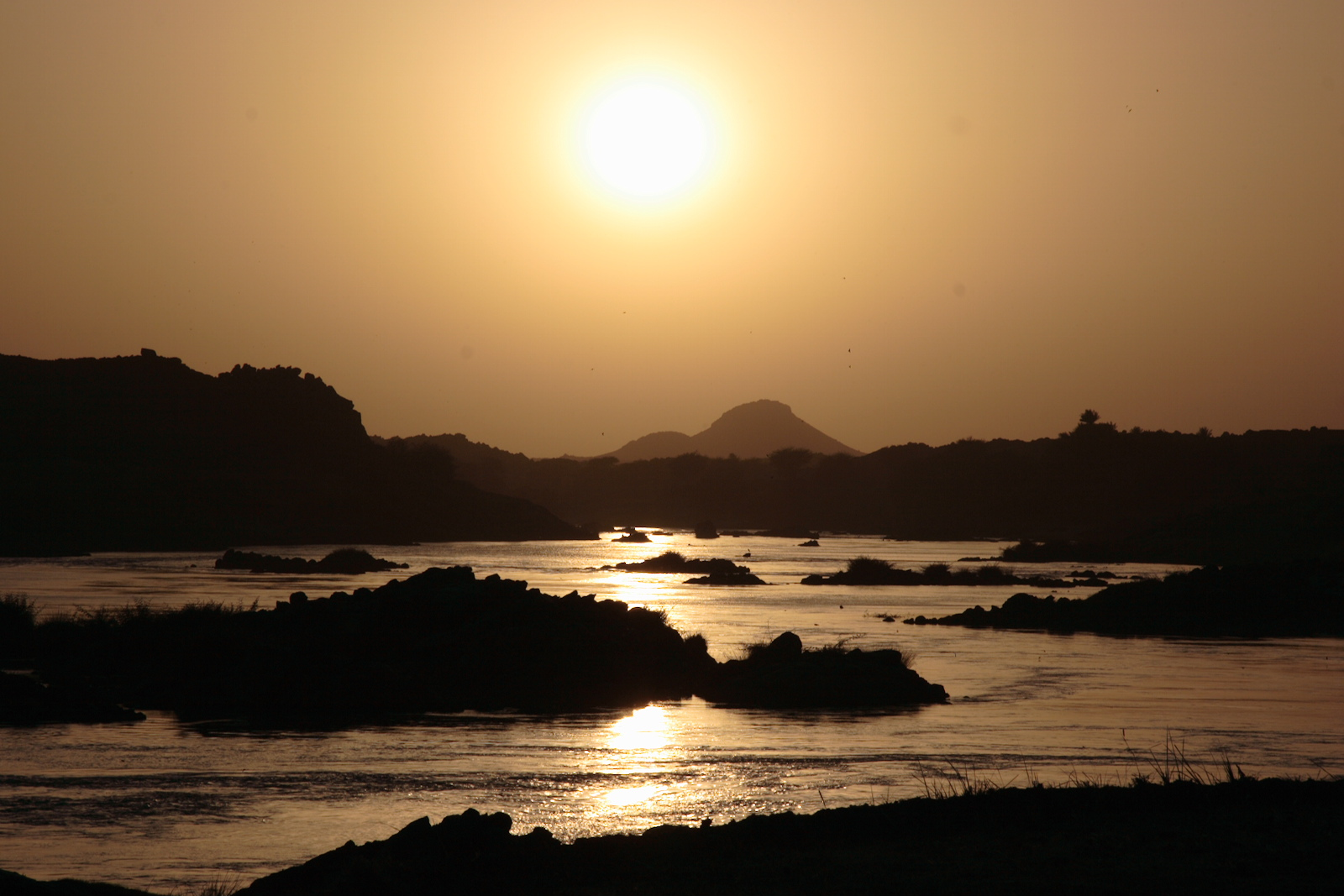
Vierde cataract in 2005; sinds 2008 verdwenen in het stuwmeer van de Merowedam bij Dar al-Manasir (Soedan)
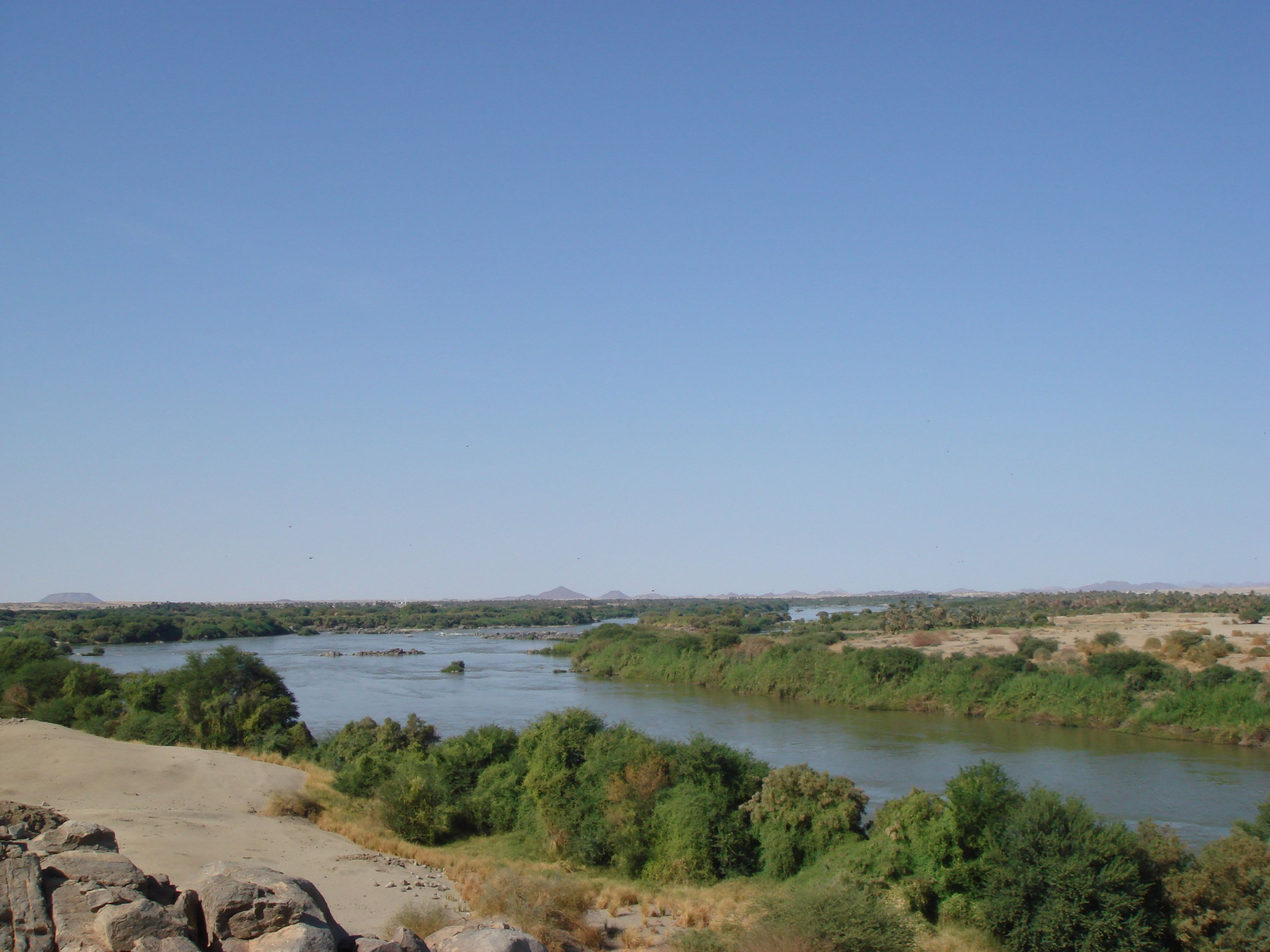
Vijfde cataract (Soedan)
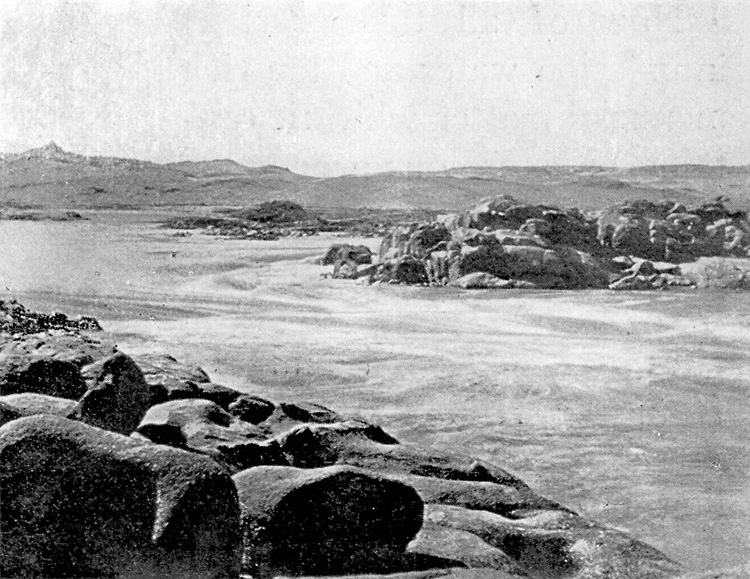
Zesde cataract, ten noorden van Khartoem (Soedan)